# Vîșnivți, Nadvirna
Vîșnivți (în ucraineană Вишнівці) este un sat în comuna Serednii Maidan din raionul Nadvirna, regiunea Ivano-Frankivsk, Ucraina.

## Demografie
Componența lingvistică a localității Vîșnivți
     Ucraineană (97,67%)
     Rusă (1,16%)
     Alte limbi (1,17%)
Conform recensământului din 2001, majoritatea populației localității Vîșnivți era vorbitoare de ucraineană (97,67%), existând în minoritate și vorbitori de rusă (1,16%).